# Рівнівська сільська рада
Рі́внівська сільська́ ра́да — адміністративно-територіальна одиниця та орган місцевого самоврядування у Красногвардійському районі Автономної Республіки Крим. Адміністративний центр — село Рівне.

## Загальні відомості
- Населення ради: 4 068 осіб (станом на 2001 рік)

## Населені пункти
Сільській раді підпорядковані населені пункти:
- с. Рівне
- с. Молочне
- с. Некрасове
- с. Новомикільське

## Склад ради
Рада складається з 20 депутатів та голови.
- Голова ради: Шлапак Валентина Павлівна
- Секретар ради: Ліфанова Ірина Сергіївна

### Керівний склад попередніх скликань
| Прізвище, ім'я, по батькові | Основні відомості                                                             | Дата обрання | Дата звільнення |
| --------------------------- | ----------------------------------------------------------------------------- | ------------ | --------------- |
| Шлапак Валентина Павлівна   | Сільський голова, 1959 року народження, освіта середня загальна, позапартійна | 26.03.2006   | 31.10.2010      |
| Шлапак Валентина Павлівна   | Сільський голова, 1959 року народження, освіта середня загальна, позапартійна | 31.10.2010   |                 |

Примітка: таблиця складена за даними сайту Верховної Ради України

### Депутати
За результатами місцевих виборів 2010 року депутатами ради стали:

#### За суб'єктами висування
| Суб'єкт висування | Кількість обраних депутатів | %   |
| ----------------- | --------------------------- | --- |
| Самовисування     | 20                          | 100 |

#### За округами
| № округу | Прізвище, ім'я, по батькові       | Дата визнання обраним | Освіта  | Партійна приналежність | Відомості про обраного депутата                                  |
| -------- | --------------------------------- | --------------------- | ------- | ---------------------- | ---------------------------------------------------------------- |
| 1        | Муратова Людмила Миколаївна       | 02.11.2010            | середня | позапартійна           | Рівнівська загальноосвітня школа І-ІІІ ст., лаборант             |
| 2        | Пушек Микола Степанович           | 02.11.2010            | середня | позапартійний          | приватний підприємець                                            |
| 3        | Шкірко Сергій Іванович            | 02.11.2010            | середня | позапартійний          | СВК «Більшовик», охоронник                                       |
| 4        | Шевчук Ганна Миколаївна           | 02.11.2010            | середня | позапартійна           | Рівнівська сільська рада, бухгалтер                              |
| 5        | Феденко Володимир Костянтинович   | 02.11.2010            | вища    | позапартійний          | СВК «Більшовик», головний інженер                                |
| 6        | Приходько Микола Васильович       | 02.11.2010            | середня | позапартійний          | ПП «Оріон», директор                                             |
| 7        | Юркевич Світлана Борисівна        | 02.11.2010            | середня | позапартійна           | Рівнівська загальноосвітня школа І-ІІІ ст., заступник директора  |
| 8        | Сорока Наталія Адольфівна         | 02.11.2010            | середня | позапартійна           | тимчасово не працює                                              |
| 9        | Носова Любов Володимирівна        | 02.11.2010            | середня | позапартійна           | с. Рівне, СВК «Більшовик», завідувачка їдальні                   |
| 10       | Ліфанова Ірина Сергіївна          | 02.11.2010            | середня | позапартійна           | Рівнівська сільськаї рада, секретар                              |
| 11       | Бухановський Олег Костянтинович   | 02.11.2010            | середня | позапартійний          | с. Молочне, СВК «Більшовик», бригадир МТФ                        |
| 12       | Максимович Олександр Анатолійович | 02.11.2010            | середня | позапартійний          | тимчасово не працює                                              |
| 13       | Галушко Андрій Миколайович        | 02.11.2010            | середня | позапартійний          | с. Молочне, СВК «Більшовик», тракторист                          |
| 14       | Туляке Рустем Османович           | 02.11.2010            | середня | позапартійний          | тимчасово не працює                                              |
| 15       | Тернова Олена Адольфівна          | 02.11.2010            | середня | член Партії регіонів   | Новомикільський фельдшерсько-акушерський пункт, фельдшер         |
| 16       | Адилов Олександр Нарикович        | 02.11.2010            | середня | член Партії регіонів   | Кримський психневрологічний інтернат, молодший медичний робітник |
| 17       | Гамбеєва Тетяна Сергіївна         | 02.11.2010            | середня | член Партії регіонів   | Кримський психневрологічний інтернат, інструктор                 |
| 18       | Сагайдак Світлана Геннадіївна     | 02.11.2010            | середня | член Партії регіонів   | бібліотека с. Некрасове, бібліотекар                             |
| 19       | Дем'янов Сергій Васильович        | 02.11.2010            | вища    | позапартійний          | тимчасово не працює                                              |
| 20       | Бурмай Сергій Олексійович         | 02.11.2010            | середня | член Партії регіонів   | Кримський психневрологічний інтернат, електрик                   |